# Dario Maltese
Dario Maltese (Erice, 13 de febrero de 1977) es un periodista y presentador de televisión italiano.

## Biografía
Dario Maltese después de completar su diploma de escuela secundaria, dejó Sicilia y se mudó a Roma, donde se graduó en ciencias políticas de Luiss Guido Carli.
En 2001 fue contratado por Mediaset, donde formó parte de la redacción de Mediasetonline y TGcom y cubrió algunos roles de corresponsalía. En 2003 ganó el Premio Ischia en memoria de Angelo Rizzoli para periodistas menores de 35 años, en la categoría revista online. En 2006 se incorporó a la redacción política de TG5 y posteriormente al equipo de asuntos exteriores.
Después de un período inicial al frente de la edición nocturna y de las 13:00 horas, Maltese es uno de los conductores de la edición de las 20:00 horas de TG5 y de algunos especiales, principalmente de política exterior.

## Programas de televisión
| Año          | Título | Cadeña   |
| ------------ | ------ | -------- |
| 2002         | TGFin  | Rete 4   |
|              | TG5    | Canale 5 |
| Speciale TG5 |        | Canale 5 |

## Premios y reconocimientos
| Año  | Premio                                    | Categoría                                      | Resultado |
| ---- | ----------------------------------------- | ---------------------------------------------- | --------- |
| 2003 | Premio internacional de periodismo Ischia | Mejor periodista under 35, Periódicos en línea | Ganador   |